# Doãn Hoằng
Doãn Hoằng (hay Duẫn Hoằng, tiếng Trung giản thể: 尹弘, bính âm Hán ngữ: Yǐn Hóng, sinh tháng 6 năm 1963, người Hán) là chính trị gia nước Cộng hòa Nhân dân Trung Hoa. Ông là Ủy viên Ủy ban Trung ương Đảng Cộng sản Trung Quốc khóa XX, Ủy viên dự khuyết khóa XIX, hiện là Bí thư Tỉnh ủy Giang Tây. Ông từng là Bí thư Tỉnh ủy Cam Túc, Chủ nhiệm Ủy ban thường vụ Nhân Đại tỉnh; Phó Bí thư Tỉnh ủy, Tỉnh trưởng Hà Nam; giữ các chức vụ lãnh đạo Thượng Hải như Phó Bí thư chuyên chức Thành ủy, Bí thư Ủy ban Chính Pháp Thành ủy, Tổng thư ký Thành ủy Thượng Hải, và Phó Viện trưởng thứ nhất Học viện Cán bộ Phố Đông.
Doãn Hoằng là Đảng viên Đảng Cộng sản Trung Quốc, học vị Cử nhân Luật học, Kỹ sư Luyện kim. Những năm 2020, trong quá trình hoạt động lãnh đạo hành pháp chủ chốt của tỉnh Hà Nam, khu vực giáp giới với Vũ Hán trong thời kỳ Đại dịch COVID-19, ông trở nên nổi danh cùng Doãn Lực trong việc thiết lập cơ chế chiến dịch chỉ huy chống dịch thành công ở Hà Nam.

## Xuất thân và giáo dục
Doãn Hoằng sinh tháng 6 năm 1962, quê quán tại địa cấp thị Hồ Châu, tỉnh Chiết Giang, Cộng hòa Nhân dân Trung Hoa. Ông lớn lên và theo học phổ thông ở quê nhà. Năm 1981, ông tới thành phố Thượng Hải, bắt đầu học nghiên cứu chuyên ngành Luyện kim vật liệu kim loại và Kỹ thuật luyện kim tại Đại học Công nghệ Thượng Hải (上海工业大学), tốt nghiệp Cử nhân Kỹ thuật năm 1985. Trong thời gian học đại học, ông được kết nạp Đảng Cộng sản Trung Quốc vào tháng 1 năm 1984. Sau khi tốt nghiệp, ông tiếp tục vừa học vừa làm ở Thượng Hải. Từ tháng 9 năm 1986 đến tháng 7 năm 1988, ông học ngành bách khoa xã hội tại chức tại Đại học Giao thông Thượng Hải, các chuyên môn thực tiễn về Chủ nghĩa Marx – Lenin, tốt nghiệp Cử nhân Luật học. Từ tháng 9 năm 1993 đến tháng 9 năm 1994, ông là học giả thỉnh giảng tại Đại học South Illinois ở thủ phủ Springfield, Illinois, Hoa Kỳ. Từ tháng 9 năm 2013 đến tháng 1 năm 2014, ông tham gia Khóa đào tạo cán bộ trung niên tại Trường Đảng Trung ương Đảng Cộng sản Trung Quốc, một khóa đào tạo dành cho cán bộ chiến lược tại các tỉnh.

## Sự nghiệp

### Thời kỳ đầu
Năm 1985, sau khi tốt nghiệp Đại học Công nghệ Thượng Hải, ông ở lại và được nhận vào làm việc tại trường. Trong những năm đầu, ông công tác ở lĩnh vực thanh niên bậc đại học. Từ năm 1985 – 1989, ông là Trưởng Ban Tuyên truyền Đoàn Thanh niên, Thư ký rồi Phó Bí thư Đoàn Thanh niên Trường Đại học Công nghệ Thượng Hải. Từ tháng 9 năm 1989 đến tháng 10 năm 1994, ông là Bí thư Đoàn Thanh niên Đại học Công nghệ Thượng Hải, là công vụ viên cấp phó huyện, phó Xứ. Từ tháng 10 năm 1994 đến tháng 12 năm 1994, ông là Bí thư Đoàn Thanh niên Đại học Thượng Hải. Đến cuối năm 1994, ông được bổ nhiệm làm Phó Chánh Văn phòng, Ủy ban Kế hoạch Thượng Hải, điều sang công tác ở Chính phủ Nhân dân thành phố.

### Thượng Hải
Tháng 6 năm 1996, Doãn Hoằng được bổ nhiệm làm Phó Huyện trưởng huyện Tùng Giang (nay là quận Tùng Giang, khu ngoại thành). Đến tháng 7 năm 1998, ông được bổ nhiệm làm Phó Quận trưởng Quận Trường Ninh rồi Phó Bí thư Quận ủy Quận Trường Ninh vào tháng 4 năm 2001. Trong cùng thời gian, từ tháng 7 năm 2001 đến tháng 6 năm 2004, ông kiêm nhiệm chức vụ Phó Bí thư Địa ủy địa cấp thị Xigazê, Tây Tạng, theo mô hình thử nghiệm vị trí đa nhiệm của nhân sự Trung ương Đảng. Từ tháng 7 năm 2004 đến tháng 2 năm 2008, ông là Phó Bí thư Quận ủy, Quận trưởng quận Áp Bắc, tức một quận của Thượng Hải, trở thành công vụ viên cấp chính sảnh – chính cục. Cùng năm, ông được bổ nhiệm làm Phó Thư ký trưởng Chính phủ Nhân dân thành phố Thượng Hải.
Vào tháng 5 năm 2012, Doãn Hoằng được bầu vào Ban Thường vụ Thành ủy thành phố Thượng Hải, rồi Trưởng Ban Thư ký Thành ủy Thượng Hải vào tháng 6, thăng cấp thành phó tỉnh, phó bộ. Từ tháng 7 năm 2013 đến tháng 9 năm 2016, ông Thường vụ Thành uỷ, Trưởng Ban Thư ký, Chánh Văn phòng Thành ủy Thượng Hải. Tháng 2 năm 2017, ông được bổ nhiệm làm Phó Bí thư Thành ủy thành phố Thượng Hải. Tháng 11 năm 2017, ông giữ chức Phó Bí thư Thành ủy Thượng Hải, Bí thư Ủy ban Chính trị Pháp luật Thượng Hải. Ông cũng kiêm nhiệm vị trí Phó Viện trưởng thứ nhất Học viện Cán bộ Phố Đông Trung Quốc (tại Phố Đông, Thượng Hải), Viện trưởng là Trần Hi, Ủy viên Bộ Chính trị.
Hai chức vụ Phó Bí thư chuyên chức và Phó Viện trưởng thứ nhất ông đều kế nhiệm Ứng Dũng (người trở thành Thị trưởng Thượng Hải năm 2017, Bí thư Hồ Bắc năm 2020), hoặc dưới sự chỉ đạo của Trần Hi, đều là những người thuộc Quân đội Chiết Giang Tập Cận Bình. Tháng 10 cùng năm, ông được bầu làm Ủy viên dự khuyết Ủy ban Trung ương Đảng Cộng sản Trung Quốc khóa XIX. Ông công tác thời gian dài ở Thượng Hải, dành hơn 30 năm ở thành phố chủ lực kinh tế Trung Quốc.

### Hà Nam
Cuối năm 2019, Trung ương Đảng Cộng sản Trung Quốc quyết định điều chuyển Doãn Hoằng tới tỉnh Hà Nam, phân công tham gia Ban Thường vụ Tỉnh ủy, Phó Bí thư Tỉnh ủy, Bí thư Ban Đảng tổ Chính phủ Nhân dân tỉnh Hà Nam. Vào ngày 06 tháng 12, cuộc họp lần thứ 14 của Ủy ban Thường vụ Đại hội Đại biểu Nhân dân tỉnh Hà Nam đã quyết định bổ nhiệm ông làm Phó Tỉnh trưởng Chính phủ Nhân dân và quyền Tỉnh trưởng Chính phủ Nhân dân tỉnh Hà Nam. Đến 14 tháng 1 năm 2020, ông được phê chuẩn chính thức đảm nhiệm vị trí Tỉnh trưởng Hà Nam. Ngay sau khi nhậm chức, ông đã phải đối mặt một đợt Đại dịch COVID-19 mới. Trước tình hình dịch bệnh, Chính phủ Hà Nam do Doãn Hoàng đứng đầu đã áp dụng các biện pháp kiểm soát chặt chẽ, khi bắt đầu có dịch, các biện pháp như cấm buôn bán gia cầm sống, các bệnh viện được chỉ định, điều tra các quần thể trọng điểm, và miễn phí việc hoàn vé đã được thực hiện. Trong thời kỳ này, nhiều nơi ở tỉnh Hà Nam thực hiện lệnh chống dịch, hàng loạt biện pháp chống dịch cứng rắn ra đời. Một loạt các biện pháp thiết thực như thiết lập các điểm chốt chặn di chuyển, sử dụng xe tải để đào rãnh chặn các con đường dẫn đến Hồ Bắc, khuyên người dân không được ra ngoài, và treo khẩu hiệu Đới bệnh phản hương, bất tiếu tử tôn (tạm dịch: việc mang bệnh trở về lây lan là hành động bất lương tâm).
Biện pháp của Hà Nam của Doãn Hoằng và Tứ Xuyên của Doãn Lực được tuyên dương như là mô hình giáo khoa biểu mẫu, từng xuất hiện trên tìm kiếm nóng của mạng xã hội Sina Weibo, trên Internet trở thành một chủ đề nóng. Ngày 22 tháng 1 năm 2020. Khi đến thăm Trung tâm Kiểm soát và Phòng ngừa Dịch bệnh tỉnh Hà Nam, ông trực tiếp tuyên bố: "Trong thời gian phòng chống dịch, người phụ trách cơ chế phối hợp phòng chống có thể thay mặt tỉnh ủy triển khai các công việc liên quan".

### Cam Túc và Giang Tây
Tháng 3 năm 2021, Trung ương Đảng Cộng sản Trung Quốc thay đổi nhân sự, Lâm Đạc được miễn nhiệm và nghỉ hưu, quyết định điều chuyển Doãn Hoằng tới công tác ở tỉnh Cam Túc, kế nhiệm vị trí Bí thư Tỉnh ủy tỉnh Cam Túc. Chức vụ Tỉnh trưởng Hà Nam được giao lại cho Vương Khải. Ông bắt đầu lãnh đạo toàn diện tỉnh Cam Túc cùng Tỉnh trưởng Cam Túc Nhậm Chấn Hạc, đồng thời là Chủ nhiệm Ủy ban Thường vụ Nhân đại tỉnh. Cuối năm 2022, ông tham gia Đại hội Đảng Cộng sản Trung Quốc lần thứ XX từ đoàn đại biểu Cam Túc. Trong quá trình bầu cử tại đại hội, ông được bầu là Ủy viên Ủy ban Trung ương Đảng Cộng sản Trung Quốc khóa XX. Ngày 7 tháng 12, ông được miễn nhiệm công tác lãnh đạo Cam Túc, được điều tới Giang Tây để lãnh đạo tỉnh, nhậm chức Bí thư Tỉnh ủy Giang Tây.